# 28978 Ixion
28978 Ixion (også navngivet 2001 KX76; symbol: ) er en plutino (dvs. et himmellegeme der har en 2:3 baneresonans med Neptun i Kuiperbæltet. Det anses sandsynligt at det er en dværgplanet selvom IAU ikke officielt har klassificeret den som sådan. Dens diameter er estimeret til 650 km af Rumteleskopet Spitzer hvilket gør den til den 5. største plutino. Den er rødlig i synligt lys og har en overflade bestående af en blanding af tholin og isvand.
Den blev opdaget 22. maj 2001 af Cerro Tololo Inter-American Observatory og navngivet efter Ixion fra græsk mytologi.